# Bulletin de la Société de l'histoire du protestantisme français
Le Bulletin de la Société de l'histoire du protestantisme français (BSHPF, BHPF ou BPF) est une ancienne revue historique publiée par la Société de l'histoire du protestantisme français (SHPF) de 1852 à 2015. Elle est remplacée en 2016 par la Revue d'histoire du protestantisme (RHP).

## Histoire
Il s'agit de l'un des périodiques historiques nationaux français les plus anciens.

### À sa naissance, une vocation identitaire et scientifique
Le Bulletin paraît pour la première fois en 1852 avec, dès lors, un double objectif.
Il a, tout d'abord, une visée identitaire. L'un des objectifs de ses auteurs, en présentant des documents de l'histoire du protestantisme français, est de faire mémoire des périodes vécues comme tragiques de cette histoire comme le montre la question qui figure sur la page de titre du Bulletin dès son premier numéro : « Vos Pères, où sont-ils ? » (Zacharie I, 5). Dans les thèmes traités, au XIXe siècle, une place importante est accordée aux martyrs protestants.
Cette vocation identitaire est accompagnée, dès 1852, d'un projet scientifique : contribuer à l'histoire du protestantisme français. Le premier président de la SHPF, Charles Read, envisage le Bulletin comme un recueil de documents historiques plutôt que de synthèses déjà élaborées.

### Une vocation scientifique qui a pris le dessus
La vocation identitaire du Bulletin perd progressivement de l'importance au XXe siècle. François Méjan, président de la SHPF, le confirme en 1980 : « Notre vocation est directement historique, elle n'est pas autre qu'historique, de science historique et impartiale. »
La création d'un Centre de généalogie, en 1977, permet de supprimer du Bulletin les questions familiales. Mais les allocutions prononcées tous les ans le premier dimanche de septembre au musée du Désert continuent à être publiées.

### Transformation en Revue d'histoire du protestantisme (2016)
Le dernier numéro du Bulletin paraît en 2015. Le périodique est remplacé, au premier trimestre 2016, par la Revue d'histoire du protestantisme dont les rédacteurs entendent « couvrir le protestantisme dans tous ses aspects et toutes ses dimensions » en ouvrant la revue à d'autres sciences humaines et sociales (ethnologie, sociologie, anthropologie et études littéraires). Hubert Bost est son rédacteur en chef.

## Format
La revue se présente sous la forme de fascicules de format 24 x 15,5 cm. Le nombre de pages et la périodicité ont varié au cours de l'existence du Bulletin.